# 甘党
甘党（日语：／，1月11日—）是一名日本女性漫画家。出生于日本栃木县。

## 经历
甘党从2008年开始在Pixiv上进行创作。创作内容以东方Project同人创作为主，同时也为东方Project同人社团狐之工作室（日语：狐の工作室）发行的专辑绘制封面。2013年8月，在《月刊Comic Alive》上以单篇形式发表了《邻家索菲》，并以漫画家的身份出道。在发表多个单篇漫画后，《邻家索菲》开始在《月刊Comic Alive》的“杂志内杂志”中连载。2018年3月，该漫画宣布动画化，并于同年10月到12月播出。

## 作品

### 连载
- 邻家索菲（KADOKAWA《月刊Comic Alive》 2013年8月号[1] - 2014年6月号，《月刊COMIC_CUNE》2014年10月号[3] - 2021年12月号[6]，全8卷）

### 作品集
- IDOLM@STER CINDERELLA GIRLS Shuffle!!（《GANGAN_ONLINE》 2013年4月25日）